# Shinjirō Ōtani
Shinjirō Ōtani (大谷晋二郎, Ōtani Shinjirō, né le 21 juillet 1972) est un catcheur japonais.

## Carrière
Ōtani est le premier WCW World Cruiserweight Champion, en battant The Pegasus Kid en finale du tournoi le 20 mars 1996. Il devient alors l'un des plus importants catcheurs de la division junior heavyweight. Quelques années après, Ōtani remporte la J-Crown et devient IWGP junior tag team champions avec Tatsuhito Takaiwa.
En 2001, Ōtani se bat avec Kensuke Sasaki pour le championnat IWGP Heavyweight, mais il perd la rencontre. Il rejoint Shinya Hashimoto qui crée sa propre promotion, Pro Wrestling ZERO-ONE, où il devient l'une des stars. A ZERO-ONE, il forme une équipe avec Masato Tanaka appelé Emblem; Team Emblem part pour les États-Unis à la Ultimate Pro Wrestling.
Le 22 janvier, 2006, Ōtani bat Steve Corino pour la ceinture AWA World Heavyweight.

### Pro Wrestling NOAH
Lors de Global Tag League 2012, Daichi Hachimoto et lui battent No Mercy dans un Global Tag League 2012 Match.

## Palmarès
- New Japan Pro Wrestling
  - IWGP Junior Heavyweight Tag Team Championship (2 fois) avec Tatsuhito Takaiwa
  - J-Crown (1 fois)
  - UWA World Junior Light Heavyweight Championship (1 fois)
  - UWA World Welterweight Championship (1 fois)

- World Championship Wrestling
  - WCW Cruiserweight Championship (1 fois)

- Pro Wrestling ZERO1-MAX 
  - AWA Superstars World Heavyweight Championship (1 fois)
  - NWA Intercontinental Tag Team Championship (4 fois) avec Yuki Ishikawa (1), Masato Tanaka (2) et Takao Ōmori (1)
  - Fire Festival (2001, 2002, 2005)

- Premier Wrestling Federation 
  - PWF Universal Tag Team Championship (1 fois) avec Masato Tanaka

- PREMIUM 
  - Yuke's Cup Tag Tournament winner en 2008 avec Hiroyoshi Tenzan

- Pro Wrestling Illustrated
  - Classé 42e des 100 meilleures équipes au "PWI Years" avec Tatsuhito Takaiwa en 2003.

- Wrestle Association "R" 
  - WAR International Junior Heavyweight Tag Team Championship (1 fois) avec Tatsuhito Takaiwa

- Wrestling Observer Newsletter awards 
  - Best Technical Wrestler (1999)
  - Tag Team of the Year (1998) avec Tatsuhito Takaiwa

- Power Slam
  - PS 50 : 1996/20, 1997/4, 1998/6, 1999/8, 2000/8, 2001/26, 2002/24, 2003/17, 2008/28